# 蚌山区
蚌山区（ほうざん-く）は、中華人民共和国安徽省蚌埠市に位置する市轄区。

## 行政区画
- 街道:天橋街道、青年街道、緯二路街道、黄荘街道、宏業村街道、勝利街道、竜湖新村街道
- 郷:燕山郷、雪華郷